# لیزا برنان-جابز
لیزا برنان-جابز (انگلیسی: Lisa Brennan-Jobs؛ زادهٔ ۱۷ مهٔ ۱۹۷۸) نویسنده اهل ایالات متحده آمریکا است. وی فرزند استیو جابز می‌باشد. مادرش کریسان برنان و پدرش استیو جابز برای اولین بار در دبیرستان هومستد در کوپرتینو کالیفرنیا در سال 1972 با هم آشنا شدند و برای پنج سال بعد با هم رابطه داشتند. جابز در ابتدا برای چندین سال پدر بودن را انکار کرد که منجر به یک پرونده حقوقی و گزارش های رسانه های مختلف در روزهای اولیه اپل شد. لیزا و استیو جابز سرانجام آشتی کردند و او پدری خود را پذیرفت. برنان جابز بعدها به عنوان روزنامه نگار و نویسنده مجلات مشغول به کار شد. یک کامپیوتر اولیه تجاری اپل، اپل لیزا ، به نام او نامگذاری شده است، او در تعدادی از بیوگرافی ها و فیلم ها، از جمله فیلم های زندگینامه دزدان دریایی سیلیکون ولی (1999)، جابز (2013)، و استیو جابز (2015) به تصویر کشیده شده است.
سالها بعد، پس از اینکه جابز اپل را ترک کرد، لیزا را تصدیق کرد و سعی کرد با او آشتی کند. کریسان برنان نوشت که "او بارها به خاطر رفتارش عذرخواهی کرد" از او و لیزا و "گفت که هرگز مسئولیتی را در زمانی که باید به عهده نگرفت و متاسفم". پس از آشتی، لیزا نه ساله می خواست نام خانوادگی خود را تغییر دهد و جابز از موافقت با آن خوشحال و آسوده شد. جابز به طور قانونی شناسنامه او را تغییر داد و نام او را از لیزا برنان به لیزا برنان-جابز تغییر داد.
با این وجود، با وجود آشتی بین جابز و لیزا، رابطه آنها همچنان دشوار بود. لیزا در زندگی‌نامه‌اش، بسیاری از اپیزودهای جابز را بازگو می‌کند که والد مناسبی نبود. او بیشتر دور ماند، سرد بود و باعث می‌شد او احساس ناخواسته‌ای کند، و در ابتدا از پرداخت هزینه‌های دانشگاه خودداری کرد.
لیزا در حال حاضر دارای یک پسر و به همراه همسرش ساکن نیویورک هستند‌. وبسایت شخصی وی با نام lisabrennanjobs.net موجود است.
برنان جابز در چندین بیوگرافی پدرش به تصویر کشیده شده است، از جمله بیوگرافی مجاز والتر ایزاکسون در سال 2011 استیو جابز . رمان «مرد منظم» اثر مونا سیمپسون در سال 1996 روایتی تخیلی است که بر اساس داستان برنان جابز و والدینش ساخته شده است